# Mediolanum (Gallia cisalpina)
Mediolanum war der antike lateinische Name der norditalienischen Stadt Mailand. Es wurde von den keltischen Insubrern wohl im 5. Jahrhundert v. Chr. gegründet und entwickelte sich bald zu einer bedeutenden Stadt. 222 v. Chr. eroberten die Römer Mediolanum erstmals, das aber, gestützt auf ein Bündnis mit Hannibal, bald wieder von ihnen abfiel. 194 v. Chr. wurde es von den Römern endgültig unterworfen. 89 v. Chr. erhielt es das latinische Bürgerrecht. 49 v. Chr. wurde seinen Einwohnern das römische Bürgerrecht zugestanden, und sie erfuhren eine immer stärkere Romanisierung. Mediolanum entwickelte sich zu einem Bildungszentrum, erhielt im 2. Jahrhundert den Rang einer Kolonie und wurde Ende des 3. Jahrhunderts n. Chr. zur westlichen Residenzstadt der spätantiken römischen Kaiser. 452 verwüstete das hunnische Heer Attilas die Metropole. 489/490 war es zwischen Theoderich dem Großen und Odoaker umkämpft. Danach fiel es unter ostgotische und 569 unter langobardische Herrschaft.

## Namenskundliches und Topographie
Als erster antiker Autor erwähnte der im späten 2. Jahrhundert v. Chr. schreibende Historiker Polybios das heutige Mailand unter der griechischen Namensform Μεδιολάνιον. Die gleiche Namensform verwendeten später die antiken Geographen Strabon und Claudius Ptolemäus. Das lateinische Äquivalent der polybianischen Namensform, Mediolanum, ist zuerst beim römischen Geschichtsschreiber Titus Livius in der ersten Dekade seines historischen Hauptwerks Ab urbe condita bezeugt, die er im späten 1. Jahrhundert v. Chr. niederschrieb. Dagegen gab der Biograph Plutarch den antiken griechischen Namen für Mailand als Μεδιολάνον wieder. Die entsprechende lateinische Schreibweise Mediolanum wurde u. a. vom römischen Gelehrten Plinius dem Älteren und vom römischen Historiker Tacitus benutzt. Mediolanum war auch der Name anderer keltischer Orte in Gallien und Britannien. Der gallorömische Aristokrat Sidonius Apollinaris und der spätantike lateinische Dichter Claudian leiteten den Namen von einer sagenhaften Sau mit halbwollenem Fell ab. Die moderne Linguistik deutet Mediolanum als keltischen Ortsnamen mit der Bedeutung „in der Mitte der Ebene“. Dies beziehe sich auf die geographische Lage des Orts in der weiten, fruchtbaren Ebene zwischen den Alpen und dem Po.
In der Antike wurde Mediolanum in einer für den Nord-Süd-Verkehr sehr geeigneten Region rund 40 Kilometer südlich des Fußes der Alpen gegründet. Die am linken Ufer des Olona gelegene Siedlung befand sich etwa 50 Kilometer südöstlich des Südufers des Lago Maggiore und 35 Kilometer südlich vom Südende des Westarms des Comer Sees entfernt. Knapp östlich von Mediolanum verläuft der Fluss Lambro. Etwas weiter im Osten der Stadt fließt die Adda und ungefähr im gleichen Abstand im Westen der Ticino vorbei. Im Süden befindet sich der Po. Die nächsten bedeutenderen Städte waren nach antiken Itinerarien Novaria (heute Novara), Ticinum (heute Pavia), Bergomum (heute Bergamo) und Comum (heute Como). Mediolanum entstand auf dem trockensten, ein wenig höher als seine Umgebung gelegenen Areal, während das Umland von vielen Quellen durchflossen war. Es war wohl bereits sehr früh ein bedeutender Umschlagplatz für Waren, die nach Norden auf Straßen und südlich der Stadt auf Flüssen befördert wurden. Auch als Zufluchtsort eignete es sich gut.

## Geschichte

### Älteste Siedlungsspuren; Gründungssage; vorrömische Zeit
Erste archäologische Anzeichen für eine Besiedlung des Gebiets des heutigen Mailands finden sich in der Kupferzeit im 3. Jahrtausend v. Chr. Hierbei handelt es sich um Streufunde. Für das 15. Jahrhundert v. Chr. sind u. a. Bronzebeile belegt. In geringer Zahl entdeckte Fibeln, die im 7. Jahrhundert v. Chr. produziert wurden, gehören der Golasecca-Kultur an. Damals stand das Territorium des späteren Mediolanum demzufolge unter dem Einfluss des Volksstamms der Lepontier.
Über die gallische Gründungssage von Mediolanum berichtet Livius, dass der zur Zeit des fünften römischen Königs Tarquinius Priscus um 600 v. Chr. regierende Biturigen-König Ambicatus wegen der Überbevölkerung Galliens seine Neffen Bellovesus und Segovesus mit einem Teil der überschüssigen keltischen Bevölkerung zur Erschließung neuer Siedlungsgebiete aussandte. Bellovesus habe sein aus Angehörigen mehrerer Stämme bestehendes Aufgebot auf Weisung der Götter über die westlichen Alpen und das Dora-Tal nach Norditalien geführt, die Etrusker nahe des Ticino besiegt und im nach den Insubrern benannten Gebiet Insubrien Mediolanum gegründet. Eine Analyse der Überlieferung des Livius macht wahrscheinlich, dass in der von ihm erzählten Gründungssage die Insubrer selbst als die Einwanderer Norditaliens betrachtet wurden. Ein möglicher historischer Kern der Sage wird bezweifelt. Es besteht keine Einigkeit in der Forschung bezüglich der Frage, ob die gallischen Insubrer tatsächlich bereits um 600 v. Chr. nach Norditalien kamen oder – gemäß den Schlüssen aus dem archäologischen Befund – erst in der zweiten Hälfte des 5. Jahrhunderts v. Chr.
Es liegen weder Inschriften noch Zeugnisse antiker Autoren über die Frühphase der Besiedlung Mediolanums durch die Insubrer vor. Vermutlich war Mediolanum anfänglich ein unbefestigtes Dorf, wie es von Strabon allgemein für die vorrömische Periode charakterisiert wird. Die Einwohner betrieben wohl hauptsächlich Ackerbau und Viehzucht. Im Lauf des 5. Jahrhunderts v. Chr. wuchs die Siedlung und wurde wahrscheinlich bald Hauptort der Insubrer. Damals war es laut archäologischen Grabungsergebnissen ein ausgedehnter, nach Nordwesten und Südosten hin orientierter Ort an der Stelle des heutigen Zentrums von Mailand. Überreste von zu dieser Zeit hergestellten Trinkgefäßen legen nahe, dass die Einwohner bereits gehobene Lebensformen hatten. Möglicherweise stand an der Spitze des Gemeinwesens ein König oder die Herrschaftsorganisation beruhte – wie von Polybios für alle Kelten bezeugt – auf Gefolgschaft. Damals führten die Insubrer wohl die ersten Drainage-Arbeiten in der Umgebung Mediolanums durch, das sich zu einem bedeutenden Handelszentrum entwickelt haben dürfte. Eine neue Handelsroute verlief dabei über den Lago Maggiore zu den transalpinen Kelten. 396 v. Chr. zerstörten die nach Norditalien eingewanderten Gallier laut Cornelius Nepos das nahe Mediolanum gelegene Melpum, das einer der wichtigsten Orte des nördlichen Zwölfstädtebundes der Etrusker gewesen war. Im 3. Jahrhundert v. Chr. änderte sich das Wirtschaftssystem Mediolanums, was nach 250 v. Chr. zur Einführung eines neuen Zahlungssystems führte. Unter anderem zeigen nahe des heutigen Mailänder Doms gefundene Keramikreste den Einfluss der Latènekultur auf die damalige Siedlung.

### Unterwerfung durch Rom; Geschichte während der anschließenden Zeit der Römischen Republik
Nach ihrer Niederlage gegen den römischen Konsul Marcus Claudius Marcellus in der Schlacht von Clastidium (222 v. Chr.) wichen die Insubrer, deren Anführer Viridomarus gefallen war, in ihren Hauptort Mediolanum zurück. Der andere Konsul Gnaeus Cornelius Scipio Calvus folgte ihnen und eroberte Mediolanum offenbar ohne größere Schwierigkeiten. Die Insubrer mussten den Römern Geld übergeben, einen Teil ihres Territoriums abtreten und einen Friedensvertrag schließen. Als kurz danach der Zweite Punische Krieg ausbrach, entglitt den Römern die Oberherrschaft über Mediolanum wieder. Die Insubrer verbündeten sich 217 v. Chr. mit Hannibal und hielten ihm bis zu seiner endgültigen Niederlage die Treue. Sie widersetzten sich auch danach den Römern, bis ihre durch Kontingente der Boier verstärkten und unter dem Kommando ihres Anführers Dorulatus stehenden Streitkräfte 194 v. Chr. vom Prokonsul Lucius Valerius Flaccus entscheidend bei Mediolanum geschlagen wurden. Die Stadt stand seitdem ständig unter römischer Herrschaft.
Unter der Hegemonie der Römer genossen die Insubrer als deren nunmehrige Bundesgenossen eine gewisse Autonomie. Mediolanum war wohl weiterhin der Zentralort der umgebenden Region, in der ansonsten kleinere verstreute Orte (vici) lagen. Ab der 2. Hälfte des 2. Jahrhunderts v. Chr. wuchs das Stadtgebiet von Mediolanum weiter. Die nach Norden zum Lago Maggiore und Comer See führenden Wege dürften gegenüber den südlichen Routen präferiert worden sein. Es wurden nun in Mediolanum Prägestätten für eigene Münzen errichtet, die Aufschriften im lepontischen Alphabet trugen. Für ihre Produktion nahmen die Insubrer Anleihen bei den in Massalia (heute Marseille) geprägten Drachmen. Nach 89 v. Chr. mussten die Einwohner Mediolanums vollständig auf ihre eigene Währung verzichten und stattdessen jene der Römer übernehmen. Während die hier siedelnden urbanen Insubrer rascher romanisiert wurden, blieb das Umland keltisch geprägt, wie zur Gräberausstattung dienende Waffen, Fibeln und Keramik demonstrieren. Erst die 148 v. Chr. erbaute Via Postumia führte als römische Straße in das Territorium der Insubrer, die ländlichen Umgebung von Mediolanum behielt aber trotzdem ihren keltischen Charakter.
Durch eine Verordnung des römischen Politikers Gnaeus Pompeius Strabo erhielt Mediolanum 89 v. Chr. wie die anderen Städte der Gallia Transpadana das latinische Recht. Die insubrischen Dörfer wurden nun Mediolanum direkt unterstellt. Die städtischen Magistrate erhielten das römische Vollbürgerrecht; damit sollte ihre Treue gegenüber Rom gefördert werden. Dennoch waren die Einwohner Mediolanums verdrossen über die Bevorzugung der Gallia cispadana hinsichtlich der Verleihung des vollen Bürgerrechts. Nachdem Sulla Diktator geworden war, gliederte er die Stadt in die Provinz Gallia cisalpina ein. Schließlich verlieh der Feldherr Gaius Iulius Caesar den Bürgern von Mediolanum 49 v. Chr. durch eine Lex Iulia das volle römische Bürgerrecht. Die Stadt gehörte nun zu einem Landbezirk des römischen Bürgergebiets, der Tribus Oufentina. Seit 45 v. Chr. war es ein Municipium.
Die neue rechtliche Situation sicherte größere Bewegungsfreiheit zu und förderte die ökonomische Entwicklung Mediolanums, das in der zweiten Hälfte des 1. Jahrhunderts v. Chr. zur größten Metropole von Gallia Transpadana anwuchs. Nun führte eine neu angelegte Straße von Mediolanum nach Placentia (heute Piacenza), dem Endpunkt der Via Aemilia, und nach Cremona. Mediolanum fungierte wohl als Hauptort für die Rekrutierung von Streitkräften in der Gallia cisalpina, so vermutlich bereits 57 v. Chr., als Caesar in Vorbereitung seines Feldzugs gegen die Belger im zweiten Jahr seines Gallischen Kriegs in Norditalien zwei frische Legionen mobilisierte und dabei in Mediolanum weilte. Ungefähr in der damaligen Zeit war in der Stadt eine Rhetorenschule ansässig. Auf bislang noch nicht zum Ortsgebiet gehörigen Areal nahe dem heutigen Mailänder Dom wurde eine römisch geprägte Stadt mit rechtwinkligem Straßennetz errichtet und die bisherige Siedlung, die eine andere Straßenorientierung aufwies, mit einbezogen. Überreste eines aus dem 1. Jahrhundert v. Chr. stammenden Theaters fanden sich beim heutigen Palazzo della Borsa, ferner u. a. Teile der unter Caesar oder dem ersten Kaiser Augustus erbauten Stadtmauer etwas westlich des Doms. Mediolanum befand sich nicht unter jenen italischen Städten, die laut der Vereinbarung der Triumvirn Marcus Antonius, Octavian (der spätere Kaiser Augustus) und Marcus Aemilius Lepidus nach der Niederwerfung der Caesarmörder Brutus und Cassius in der Schlacht von Philippi (42 v. Chr.) die zurückkehrenden Soldaten der Triumvirn aufzunehmen hatten.

### Römische Kaiserzeit

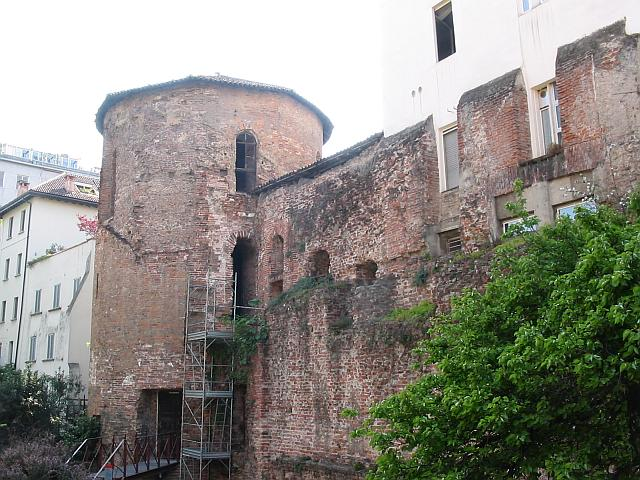
Ein Teil der römischen Stadtmauer mit einem Turm

Als Kaiser Augustus kriegerisch gegen die Alpenvölker vorging, hielt er sich u. a. auch in Mediolanum auf. Damals gab es in der Stadt Privathäuser mit kostbarer Mosaikarbeit, wie ausgegrabene Bruchstücke dieser Bauten belegen. In der Nähe lagen Weingärten. Anlässlich seines Berichts über das Vierkaiserjahr 69 n. Chr. rechnete Tacitus Mediolanum zu den festesten Munizipien Norditaliens. Die Bildungsinstitute der Stadt besaßen einen ausgezeichneten Ruf; junge Männer der Nachbarstädte kamen zur Ausbildung hierher. Auf eine hohe Blüte der Kultur in Mediolanum in der zweiten Hälfte des 1. Jahrhunderts n. Chr. weisen entdeckte Fragmente von Skulpturen und Malereien hin. In den 130er Jahren wurde der spätere Kaiser Didius Julianus in Mediolanum geboren. Unter den Kaisern Hadrian oder Marc Aurel wurde es in den Rang einer Colonia erhoben. Dies ist inschriftlich belegt, doch wurde der genaue Name dieser Kolonie noch nicht ermittelt. Der Fortbestand bedeutender wirtschaftlicher Aktivitäten im 2. Jahrhundert wird durch inschriftliche Erwähnungen von Handwerkerzünften bezeugt, darunter solchen der Woll- und Lederindustrie.
Wegen verheerender Einfälle der Alamannen ins Römische Reich während der Reichskrise des 3. Jahrhunderts erkor Kaiser Gallienus Mediolanum in den 260er Jahren als Standort der Reiterei. 268 fiel der Befehlshaber der Kavallerie, Aureolus, der Mediolanum mit seinen Truppen besetzt hatte, von Gallienus ab. Er wurde nahe der Stadt in einer Schlacht an der Adda vom Kaiser geschlagen und danach von diesem in Mediolanum eingeschlossen. Gallienus kam aber während der Belagerung durch eine Verschwörung in seinem eigenen Lager ums Leben. Bald danach verlor auch Aureolus sein Leben.

### Spätantike
Im Verlauf der Spätantike (seit 284 n. Chr.) erlangte Mediolanum eine noch größere Bedeutung. Ab 286 herrschten Maximian und Diokletian als römische Kaiser und steckten bei ihren Treffen in Mediolanum in den Jahren 288 und 293 ihre Machtbereiche ab. Maximian übernahm die Regierung des Westteils des Römischen Reichs und machte Mediolanum zu seiner Residenz. Ausschlaggebend hierfür war die strategisch bedeutsame Lage der Stadt als Zentrum der südalpinen Verteidigung Italiens gegen Einfälle von Völkern über die Reichsgrenzen des Donaulimes, Raetiens und Pannoniens. Maximian ließ in Mediolanum auch prachtvolle öffentliche Gebäude erbauen. Es wurde dann Hauptstadt der neu eingerichteten Dioecesis Italiae Annonariae und war ferner von Diokletian bis Honorius Sitz des Vicarius Italiae und als Kaiserresidenz im 4. Jahrhundert neben Rom die bedeutendste Stadt Italiens.

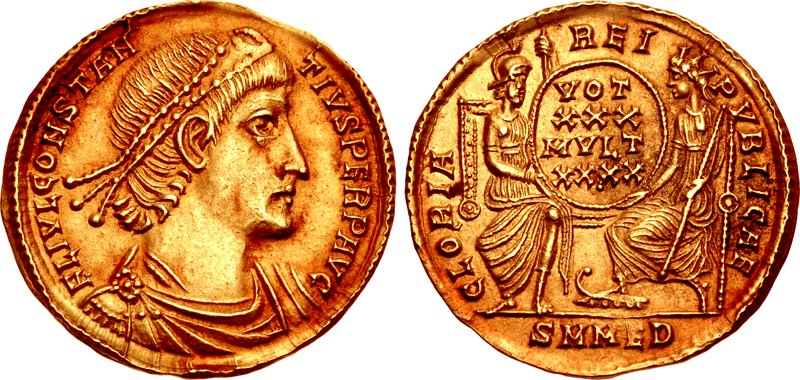
In Mediolanum um 354–357 geprägter römischer solidus mit dem Porträt des Kaisers Constantius II.

Karte des spätantiken Mediolanum mit der Darstellung u. a. des römischen Forums, Theaters, Circus, Kaiserpalasts, der Münzstätte und den Hercules-Thermen

Da die Kaiser im 4. Jahrhundert oft in Mediolanum verweilten, war es auch Schauplatz bedeutender Staatsakte. Hier trat etwa Maximian 305 vom Kaiseramt zurück; auch fanden hier mehrere dynastische Heiraten statt. Im Jahr 313 vereinbarten der Kaiser des Westreichs, Konstantin der Große, und der Kaiser des Ostreichs, Licinius, in Mediolanum die für die Geschichte des Christentums bedeutende Religionsfreiheit (Mailänder Vereinbarung). Ferner festigten die beiden Kaiser bei ihrem damaligen Treffen ihr politisches Bündnis durch die Verheiratung von Konstantins Halbschwester Constantia mit Licinius. 355 wurde während des arianischen Streits auf Veranlassung des Kaisers Constantius II. in Mediolanum ein Konzil abgehalten und dabei der Bischof von Alexandria, Athanasius der Große, erneut verurteilt. In der Folge erhielt der arianische Theologe Auxentius das Bischofsamt von Mediolanum. Sein Nachfolger Ambrosius amtierte von 374 bis 397 als Bischof von Mediolanum. Er entfaltete eine bedeutende politische Aktivität und verhalf dem Bekenntnis von Nicäa zum Sieg. Mit Kaiser Gratian unterhielt er gute Beziehungen und bekämpfte heidnische Senatoren.
Der jugendliche Kaiser Valentinian II. verweilte in den Jahren von 378 bis 387 die meiste Zeit in Mediolanum, und gegen dessen Widerstand erreichte Ambrosius, dass der um 385 ausgesprochene Wunsch der Mutter des Kaisers, Justina, am Hofe weilenden Arianern eine Kirche Mediolanums zu überlassen, nicht verwirklicht wurde. Auch gegen Kaiser Theodosius I., den in Mediolanum 395 der Tod ereilte, vertrat der energische Bischof erfolgreich die Interessen des Klerus. Unter Ambrosius erlangte die Kirche von Mailand eine gewisse Eigenständigkeit gegenüber dem Papst und verteidigte sie auch noch längere Zeit im Mittelalter. Der Dichter Ausonius drückte im späten 4. Jahrhundert schriftstellerisch seine Bewunderung für die Pracht von Mediolanum aus rechnete es als die siebtgrößte Stadt des Römischen Reichs. Nach seiner Beschreibung gab es zahlreiche elegante Häuser in der Stadt, die von einem doppelten Mauerring umgeben war. Unter den hervorstechendsten Gebäuden erwähnte der Dichter ein Theater, einen Circus, mehrere Tempel, den Kaiserpalast und die Münzstätte. Ferner waren die Hercules-Thermen so bedeutend, dass nach ihnen ein Stadtviertel benannt war. Die zahlreichen Portiken der öffentlichen Gebäude waren mit Marmorstatuen geschmückt. Von den durch Ausonius beschriebenen Bauten fanden sich nur geringe Überreste.
Kaiser Honorius, der seit 395 in Westrom unter der Vormundschaft des Heermeisters Stilicho regierte, wurde 401/402 von einem westgotischen Heer unter der Führung von deren König Alarich I. in Mediolanum belagert. Als Konsequenz verlegte Honorius seine Residenz aus Sicherheitsgründen in das geschütztere Ravenna. 452 fiel Attila mit seinem Hunnenheer in Norditalien ein, zerstörte Aquileia und plünderte Mediolanum. Dabei kam es zur Zerstörung zahlreicher weltlicher Bauten und Kirchen in Mediolanum, so der Ambrosius-Basilika. Nach einer tradierten Anekdote sah Attila auf einem Gemälde im Kaiserpalast von Mediolanum tote Hunnen zu Füßen römischer Kaiser dargestellt und hielt es für entwürdigend. Daher ließ er es so abändern, dass er als Gebieter der beiden Kaiser erschien, die ihm Tribut zahlten.
Dennoch galt Mediolanum nach wie vor als Metropole Norditaliens. Wahrscheinlich behielt es seine Stellung als Sitz der präsentalen Heermeister (magistri militum praesentales). Als Ricimer sich 470 mit Kaiser Anthemius eine Kontroverse lieferte, diente ihm Mediolanum als Rückzugsort. In der damaligen Ära werden erstmals ligurische Senatoren als Berater des vorletzten weströmischen Kaisers Julius Nepos erwähnt. Schlechtere Beziehungen zu diesen Senatoren unterhielt offenbar der nach der Absetzung des Romulus Augustulus (476) Italien beherrschende Odoaker.

### Ostgotische und langobardische Herrschaft
Als Theoderich der Große in Italien einfiel, konnte er im September 489 ungehindert in Mediolanum einziehen. Hier traf nun der Bischof Epiphanius von Pavia mit dem Ostgotenkönig zusammen. Auch Odoakers magister militum Tufa ging hier mit seinen Streitkräften zu Theoderich über. Letzterer beauftragte Tufa, seinen früheren Herrn in Ravenna einzuschließen. Tufa machte sich befehlsgemäß auf den Weg, ließ sich aber wieder auf Odoakers Seite ziehen. Mediolanum fiel erneut in Odoakers Hand, der den Befehl zur Inhaftierung des Bischofs Laurentius gab. Nach dem endgültigen Sieg Theoderichs über seinen Gegenspieler hatte die Stadt Einiges von ihrem früheren Glanz verloren.
Unter der Herrschaft der Ostgoten wurde Ligurien eine bedeutende Wirtschaftsregion, deren Mittelpunkt Mediolanum war. Grabinschriften lassen darauf schließen, dass die Stadt und ihr Umland auch ein Siedlungsschwerpunkt der Ostgoten in Italien waren. Der König protegierte hier abgehaltene Spiele. Trotz der auf Befehl von Witiges 537 erfolgten Auslieferung von Getreide an die unter einer Hungersnot leidenden Bewohner Liguriens ersuchte der Bischof Dacius 538 den oströmischen Heermeister Belisar um die Entsendung eines Heers zur Befreiung Mediolanums von der ostgotischen Herrschaft. Zwar gelang der Streitmacht Belisars problemlos die Okkupation der Stadt, doch kurz danach belagerte Witiges’ Neffe Uraias mit ostgotischen und burgundischen Truppen sie im Winter 538/539. Mediolanum kapitulierte 539, und es soll laut dem spätantiken Historiker Prokop völlig zerstört, die dort aufhältigen Frauen den Burgunden als Lohn für ihre Hilfe als Sklavinnen überlassen und 300.000 Männer der Stadt hingerichtet worden sein.
Doch scheint Prokops Bericht stark übertrieben, denn als die Langobarden in Italien einfielen und ihr König Alboin im September 569 seinen Einzug in Mediolanum hielt, scheint es nur wenig von seiner früheren Bedeutung eingebüßt zu haben. Allerdings flüchteten damals der Bischof der Stadt, Honoratus, sowie der Klerus in das unter oströmischer Kontrolle stehende Genua. Alboin gründete in der Folge das Langobardenreich in Italien, dessen Residenzstadt Ticinum (heute Pavia) war. 604 wurde Adaloald als kleines Kind im Circus von Mediolanum zum Mitherrscher seines Vaters, des Königs Agilulf, erhoben. Einige römische Bauten und insbesondere die Wasserleitungen dürften noch längere Zeit unter den Langobarden verwendet worden sein.

## Erhaltene bauliche Überreste

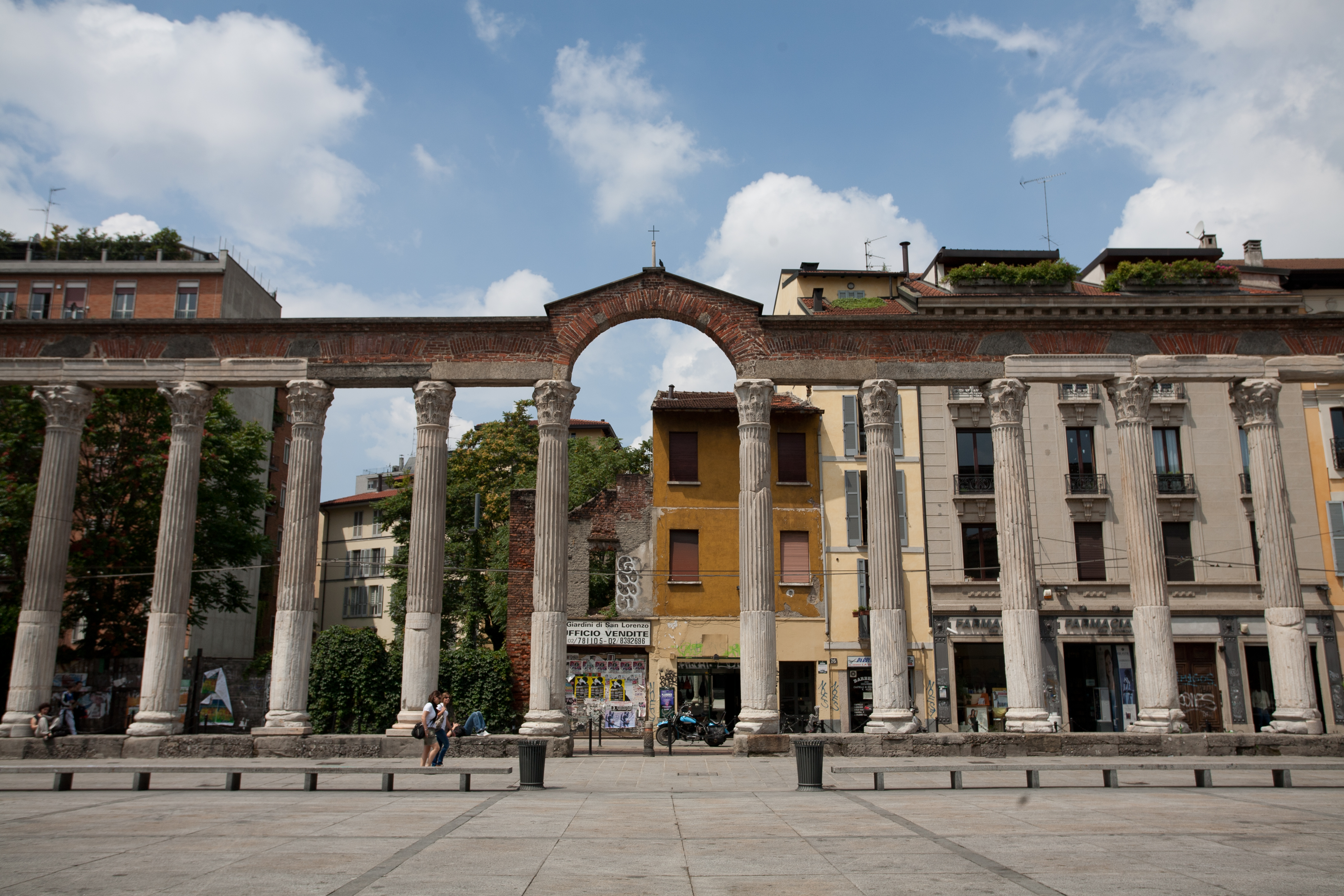
Kolonnade vor der Basilika San Lorenzo

Baureste der anfänglich etwa 9 Hektar und später 15 Hektar großen antiken Stadt blieben wegen der zahlreichen Zerstörungen, so insbesondere jener unter Kaiser Friedrich I. im Jahr 1162, nur in geringem Umfang erhalten. Der Verlauf der unter Caesar oder Augustus errichteten Stadtmauer sowie ihrer Ende des 3. Jahrhunderts unter Maximian geschaffenen Erweiterung ist kenntlich. Ferner finden sich u. a. Reste eines Theaters aus augusteischer Zeit, eines Amphitheaters – dem einzigen bekannten der Lombardei –, des Circus, des Kaiserpalastes sowie der Hercules-Thermen. Auch blieben die von einem Bau des späten 2. Jahrhunderts stammenden Säulen des Atriums der Kirche San Lorenzo erhalten. Überreste einiger frühchristlicher Kirchen aus der Zeit des Bischofs Ambrosius sind ebenfalls noch vorhanden, darunter San Simpliciano, die Gedächtniskapelle von San Vittorio mit Mosaikarbeiten und die Basilika San Lorenzo.